# 田代町 (名古屋市)
田代町（たしろちょう）は、愛知県名古屋市千種区の地名。住居表示未実施。11の小字が設置されている。

## 地理
名古屋市千種区の中央部から南東部に位置し、中央部の字岩谷・四観音道西・四観音道東・姫ケ池上・蝮池上の地域と、南東部の字鹿子殿・瓶杁の地域の2つに分かれている。

### 字一覧
田代町とその前身である田代村の小字は以下の通り。消滅した字については背景色    で示す。
| 字                               | 字                                 |
| -------------------------------- | ---------------------------------- |
| 池下（いけした）                 | 稲葉下（いなばした）               |
| 岩谷（いわや）                   | 牛毛（うしけ）                     |
| 大塚（おおつか）                 | 大坂（おさか）                     |
| 御棚妻（おたなつま）             | 鹿子殿（かのこでん）               |
| 金児硲（かねこはさま）           | 瓶杁（かめいり）                   |
| 烏金（からすがね）               | 唐山（からやま）                   |
| 北畑（きたはた）                 | 楠（くす）                         |
| 首利（くびり）                   | 小川（こがわ）                     |
| 北山（きたやま）                 | 北山前（きたやままえ）             |
| 小坂下（こさかした）             | 三本松（さんぼんまつ）             |
| 四観音道西（しかんのんみちにし） | 四観音道東（しかんのんみちひがし） |
| 城山（しろやま）                 | 新池（しんいけ）                   |
| 竹ノ下（たけのした）             | 月見坂（つきみざか）               |
| 砥ヶ硲（とがはさま）             | 仲田（なかだ）                     |
| 流レ（ながれ）                   | 西田面（にしだおも）               |
| 西畑（にしばた）                 | 八反田（はったんだ）               |
| 東畑（ひがしばた）               | 東屋敷（ひがしやしき）             |
| 姫ケ池上（ひめがいけかみ）       | 姫ノ池下（ひめのいけしも）         |
| 二ツ池（ふたついけ）             | 堀割（ほりわり）                   |
| 本山（ほんやま）                 | 前田（まえだ）                     |
| 蝮池上（まむしがいけがみ）       | 南田面（みなみだおも）             |
| 村内（むらうち）                 | 安田（やすだ）                     |
| 山崎（やまざき）                 | 山下（やました）                   |
| 四ツ谷（よつや）                 |                                    |

## 歴史

### 町名の由来
田を作るために開墾した土地であることを示す地名であるという。

### 沿革
- 1876年（明治9年） - 愛知郡丸山村の一部と末森村・上野新田が合併し、 田代村となる[1]。
- 1889年（明治22年）10月1日 - 町村制に基づく愛知郡田代村となる[1]。
- 1906年（明治39年）5月10日 - 合併に伴い、愛知郡東山村大字田代となる[1]。
- 1921年（大正10年）8月22日 - 名古屋市編入に伴い、同市東区田代町となる[1]。
- 1932年（昭和7年）3月14日 - 東区田代町字堀割において、合資会社東山脳病院が設立される[3]。
- 1934年（昭和9年）10月1日 - 一部が東区不老町・四谷通[4]・萩岡町・仁座町[5]・中区山手通・高峯町[6]に編入される。
- 1934年（昭和9年）4月 - 東区田代町字城山に浄土宗宝亀山相応寺が移転する[3]。
- 1935年（昭和10年）11月5日 - 一部が東区坂下町[7]・覚王山通・池下町[8]に編入される。
- 1937年（昭和12年）10月1日 - 千種区編入に伴い、同区田代町となる[1]。
- 1938年（昭和13年）12月1日 - 一部が千種区城木町[7]・南明町・日岡町・大島町[4]に編入される。
- 1942年（昭和17年）11月27日 - 一部が大島町・田代本通・川崎町・幸川町に編入される[4]。
- 1945年（昭和20年）9月20日 - 一部が千種区新池町・清住町・橋本町・鹿子町・東明町・猫洞通・池上町[1]・春里町・城山町・本山町・日和町・楠元町・月見坂町・法王町・山門町・堀割町・西山元町[9]・向陽町・西坂町・末盛通・桐林町・丸山町・御棚町・菊坂町・坂下町・日進通・丘上町・観月町・山添町・城木町[7]・南明町・日岡町・大島町・田代本通・川崎町・幸川町・鏡池通・西崎町・穂波町・松竹町・稲舟通・見附町・池園町・四谷通・東山通[4]・朝岡町・唐山町・園山町・東山元町[5]・覚王山通・池下町[8]に編入される。
- 1947年（昭和22年）1月28日 - 一部が東山通[4]・東山元町・唐山町[5]に編入される。
- 1948年（昭和23年）
  - 3月1日 - 一部が千種区城山町・月見坂町[9]・末盛通・城木町[7]・南明町[4]・朝岡町[5]・覚王山通[8]に編入される。
  - 9月1日 - 一部が千種区丸山町に編入される[7]。
- 1952年（昭和27年）7月10日 - 一部が千種区春里町に編入される[9]。
- 1953年（昭和28年）3月1日 - 一部が千種区徳川山町に編入される[1]。
- 1955年（昭和30年）1月15日 - 一部が千種区自由ケ丘・徳川山町・春里町に編入される[1][9]。
- 1961年（昭和36年）10月20日 - 一部が千種区城山新町・姫池通に編入される[9]。
- 1977年（昭和52年）1月23日 - 一部が千種区平和が丘三丁目[10]および名東区平和が丘三丁目[11]に編入される。
- 1980年（昭和55年）11月23日 - 一部が千種区高見一丁目[8]・向陽一丁目[7]に編入される。
- 1981年（昭和56年）9月20日 - 一部が千種区平和公園一丁目から同三丁目および富士見台[12]・名東区平和が丘一丁目[11]に編入される。
- 1985年（昭和60年）
  - 8月25日 - 一部が千種区新池町に編入される[1]。
  - 10月27日 - 一部が千種区星が丘元町に編入される[1]。
- 1986年（昭和61年）11月17日 - 一部が千種区鹿子殿に編入される[9]。
- 2005年（平成17年）9月5日 - 一部が千種区星が丘山手となり、一部が同区桜が丘に編入される[WEB 7]。

## 世帯数と人口
2019年（平成31年）1月1日現在の世帯数と人口は以下の通りである。
| 町丁   | 世帯数  | 人口    |
| ------ | ------- | ------- |
| 田代町 | 697世帯 | 1,293人 |

### 人口の変遷
国勢調査による人口の推移
| 2000年（平成12年） | 2,326人 | [ WEB 8 ]  |  |
| 2005年（平成17年） | 1,271人 | [ WEB 9 ]  |  |
| 2010年（平成22年） | 1,299人 | [ WEB 10 ] |  |
| 2015年（平成27年） | 1,356人 | [ WEB 11 ] |  |

## 学区
市立小・中学校に通う場合、学校等は以下の通りとなる。また、公立高等学校に通う場合の学区は以下の通りとなる。
| 字名       | 小学校                                    | 中学校                                    | 高等学校 |
| ---------- | ----------------------------------------- | ----------------------------------------- | -------- |
| 蝮池上     | 名古屋市立高見小学校                      | 名古屋市立若水中学校                      | 尾張学区 |
| 岩谷       | 名古屋市立高見小学校                      | 名古屋市立若水中学校                      | 尾張学区 |
| 四観音道西 | 名古屋市立高見小学校 名古屋市立田代小学校 | 名古屋市立若水中学校 名古屋市立城山中学校 | 尾張学区 |
| 四観音道東 | 名古屋市立田代小学校                      | 名古屋市立城山中学校                      | 尾張学区 |
| 鹿子殿     | 名古屋市立東山小学校                      | 名古屋市立東星中学校                      | 尾張学区 |
| 瓶入       | 名古屋市立星ケ丘小学校                    | 名古屋市立東星中学校                      | 尾張学区 |

## 施設

### 字瓶杁
名前の由来は、東山古窯址群の陶片の出土。
- 東山公園（東山動植物園）
- 名古屋市千種図書館
- 市立名古屋ユースホステル

字瓶杁1-50に所在。名古屋市の運営による公立のユースホステルであり、1968年（昭和43年）4月に建設。利用率の低下、耐震補強工事に多額の費用が必要となったこともあり、2006年（平成18年）をもって閉館となった。

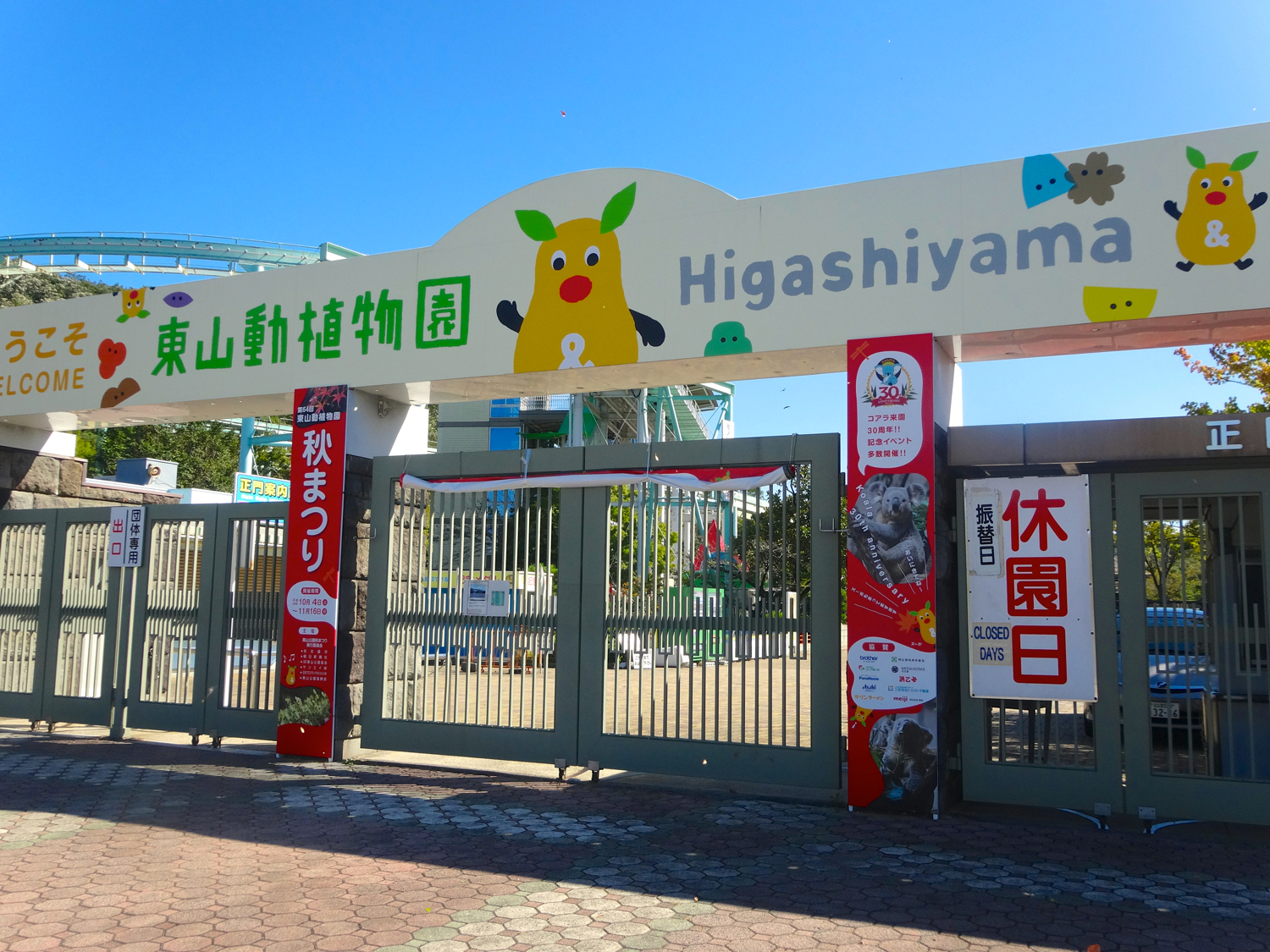
東山動植物園
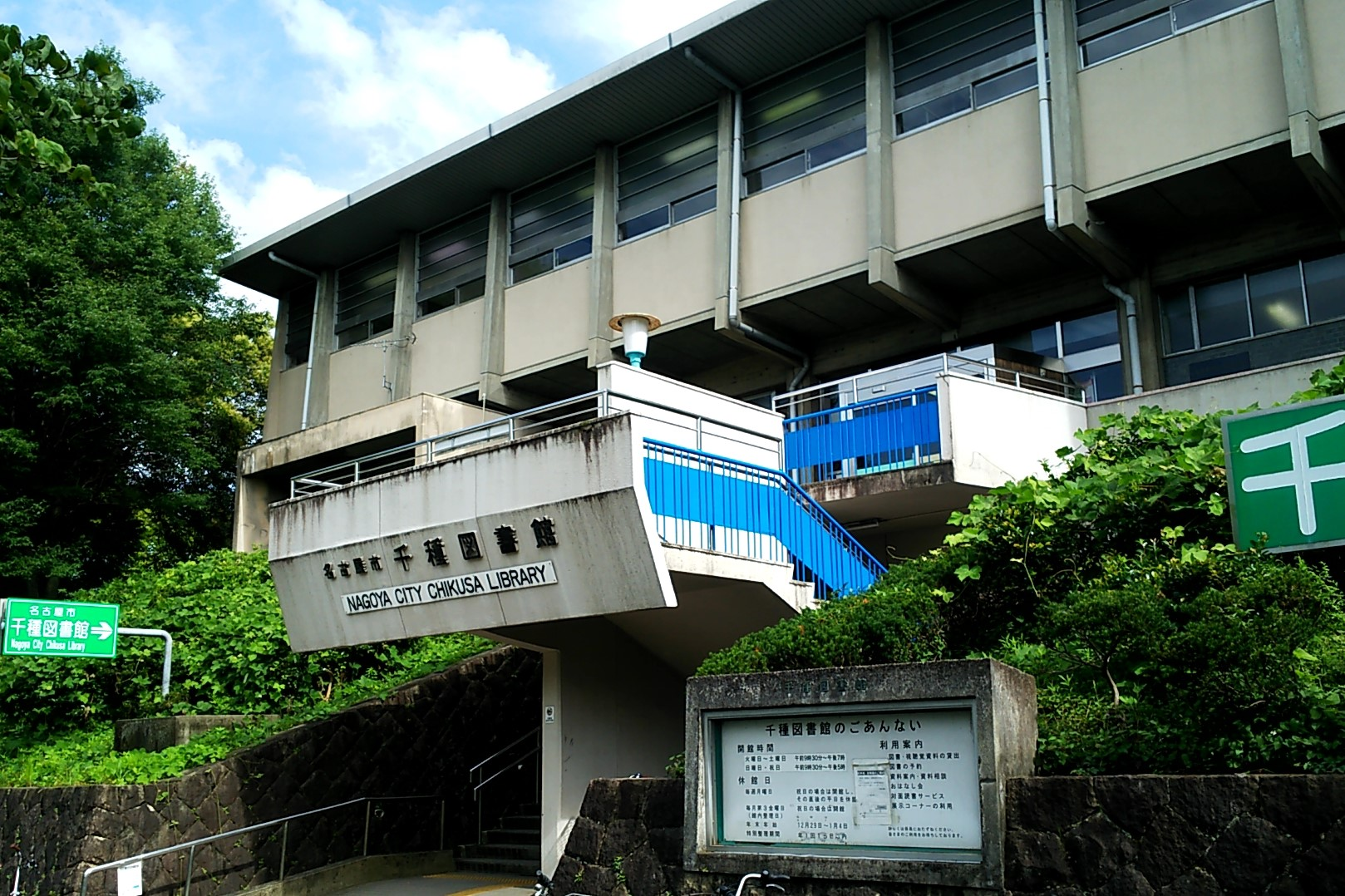
名古屋市千種図書館

### 字岩谷

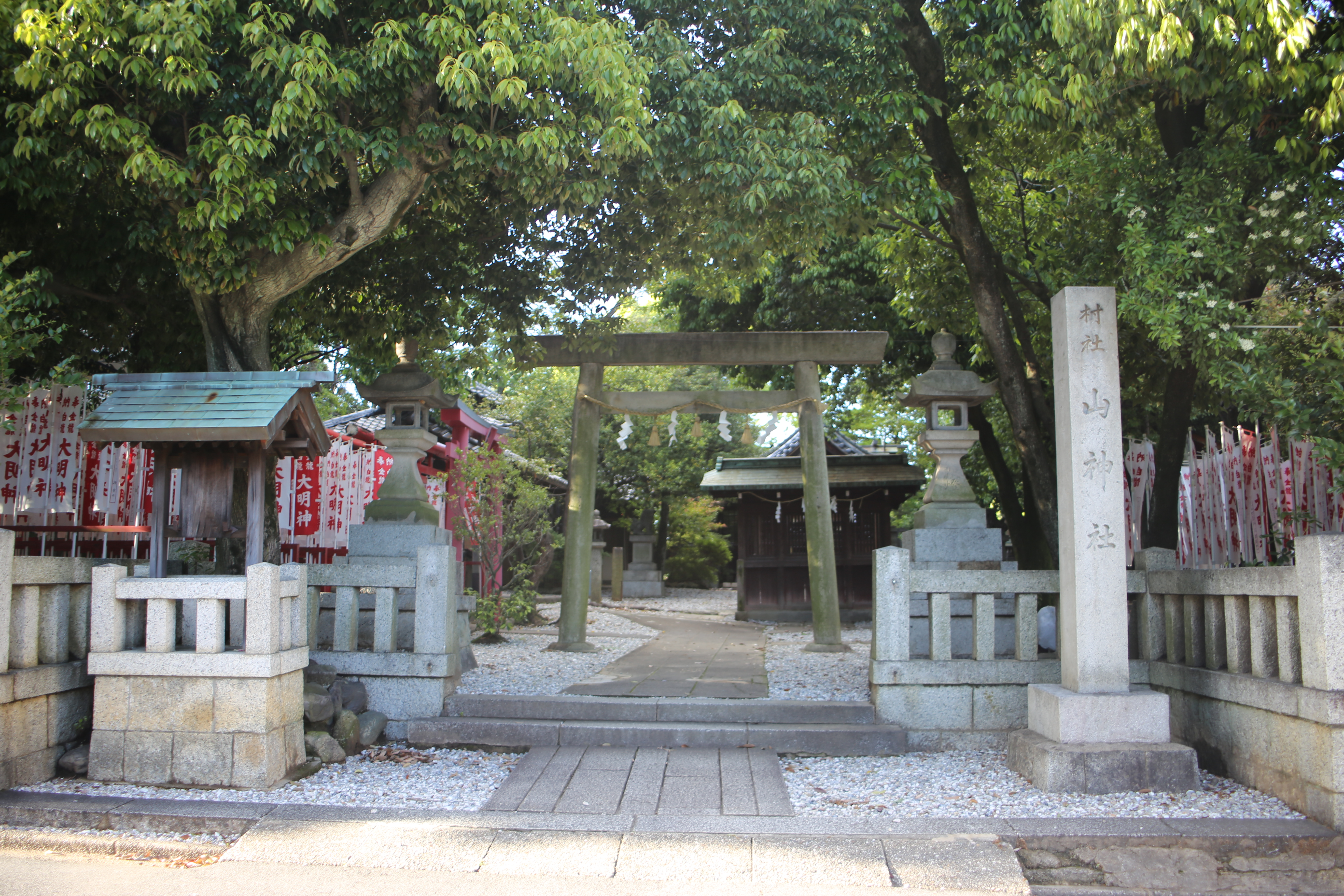
山神社

- 山神社

### 字四観音道東

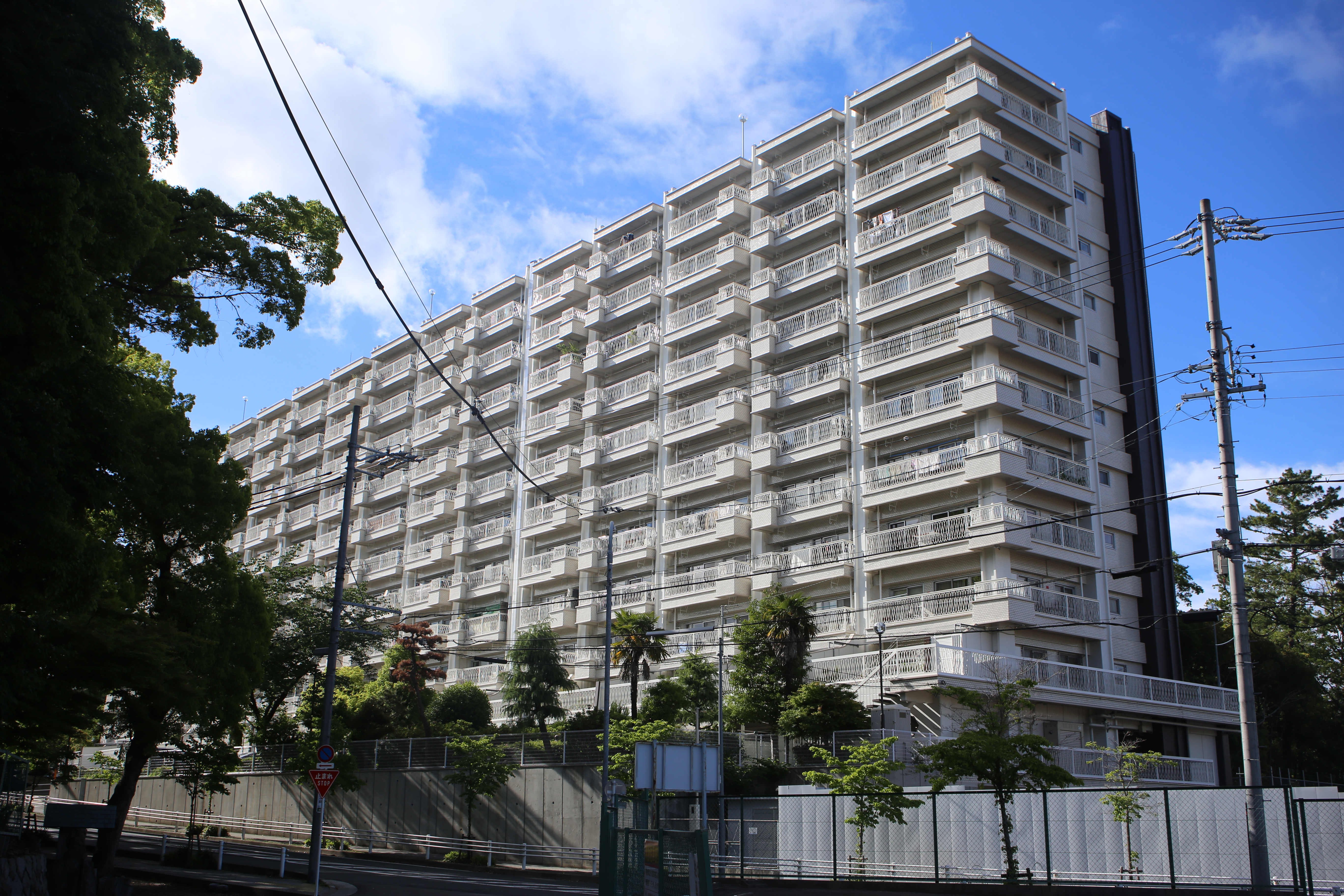
メゾン覚王山月宮殿

- メゾン覚王山月宮殿

### 字四観音道西

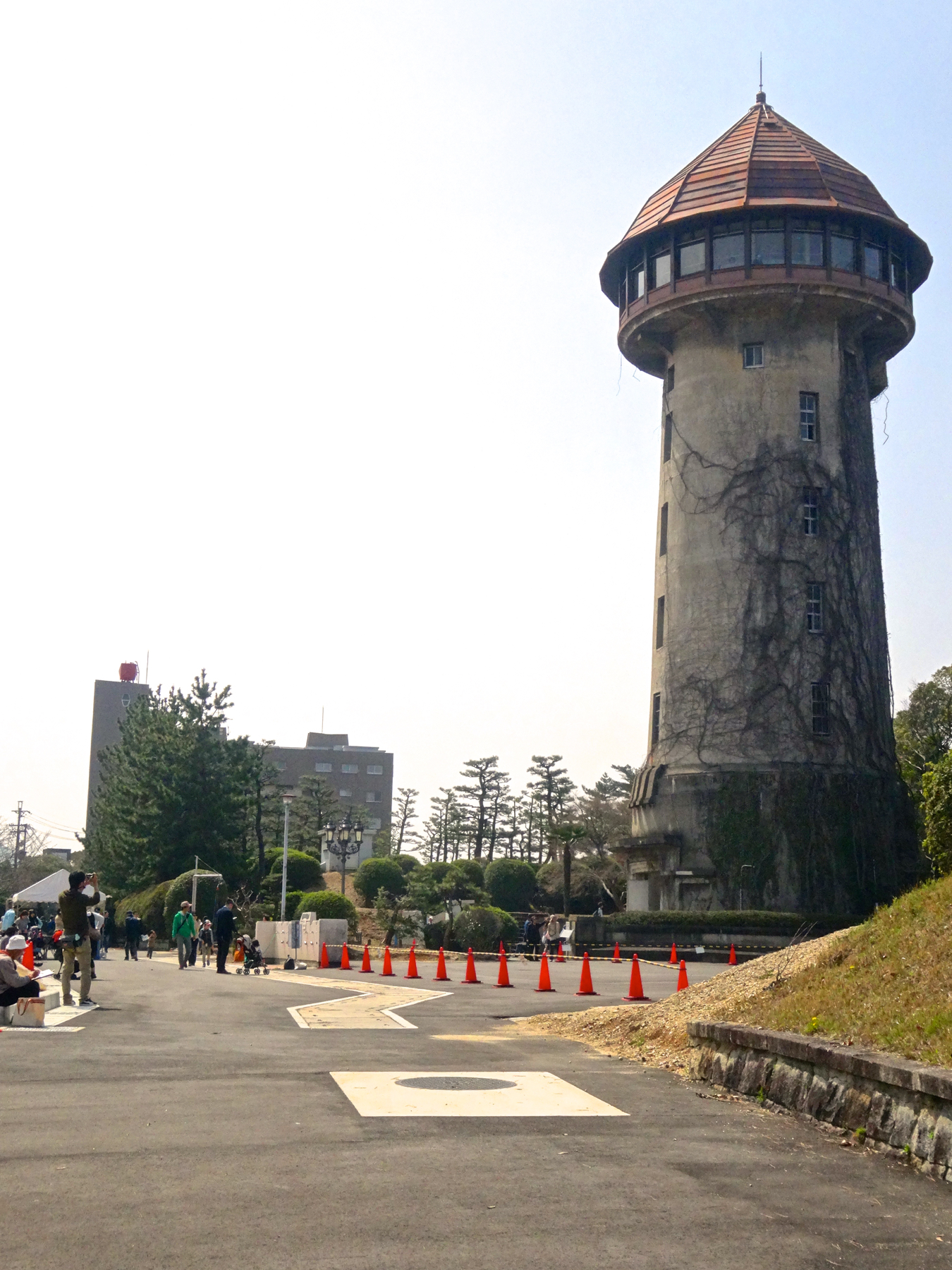
東山給水塔
- 鉈薬師[14]

- 東山給水塔

### 字姫ヶ池上
- 放生池（跡）

江戸時代には「西どろあき池」「西源蔵池」「上姫ケ池」とも称された農業用の溜池であったが、付近に覚王山日泰寺ができたことにより、日泰寺の参拝者がコイやカメを放つことで功徳を得ようとする池へと変貌し、放生池と呼ばれるようになったとされる。東山公園が開園するまでは景勝地として盛んに人を集めたというが、付近の開発により徐々に埋め立てられ、人家の汚水を集めるようになると水質も悪化したことから、1982年（昭和57年）秋に埋め立てられ、消滅。跡地は駐車場として使用されることとなった。以後は姫ケ池通一丁目交差点北西角付近に残された「殺生禁断 放生池」と刻まれた高さ約2メートルの石碑の存在が、当地にかつて池があったことを示しているのみである。

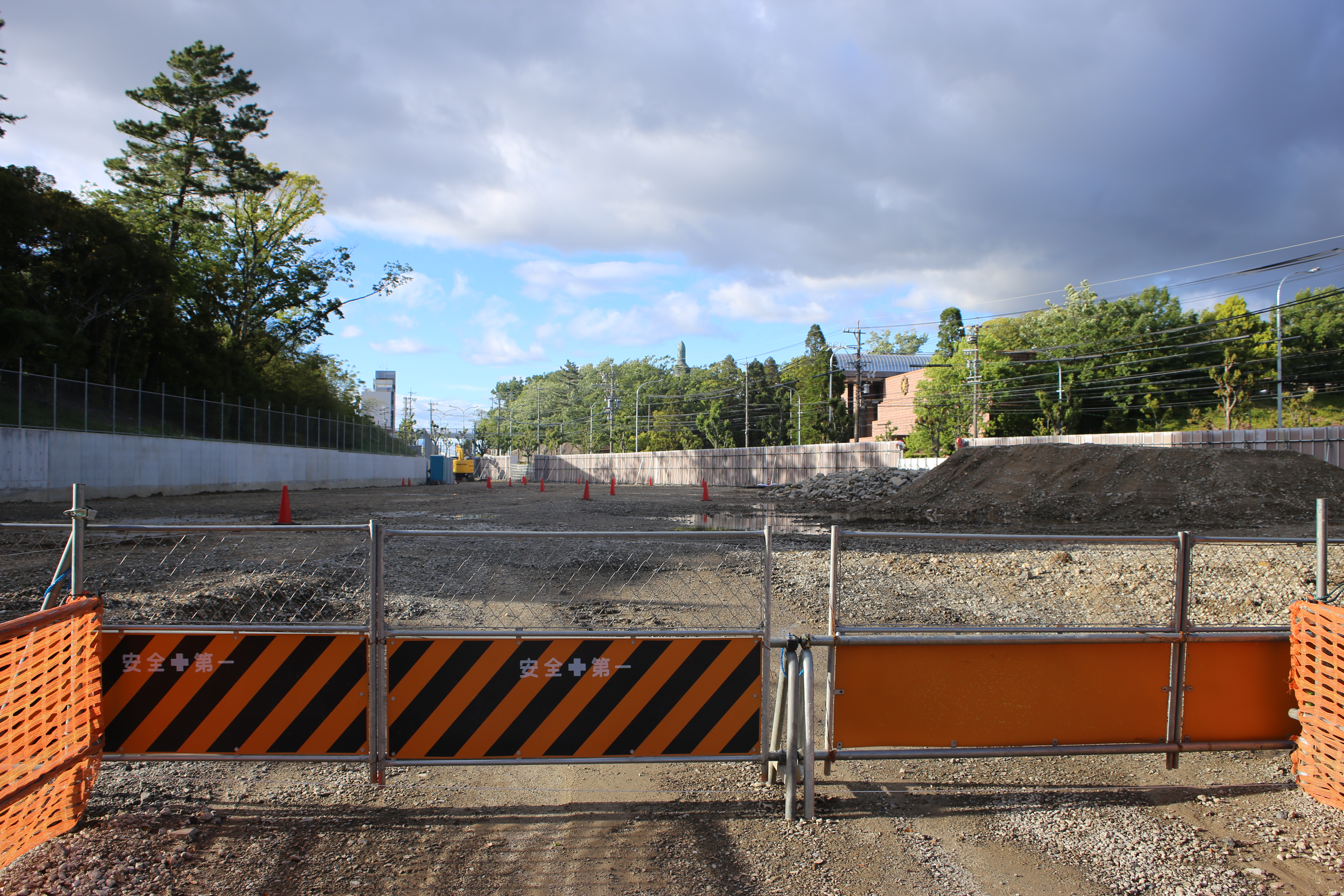
放生池跡（2021年5月）
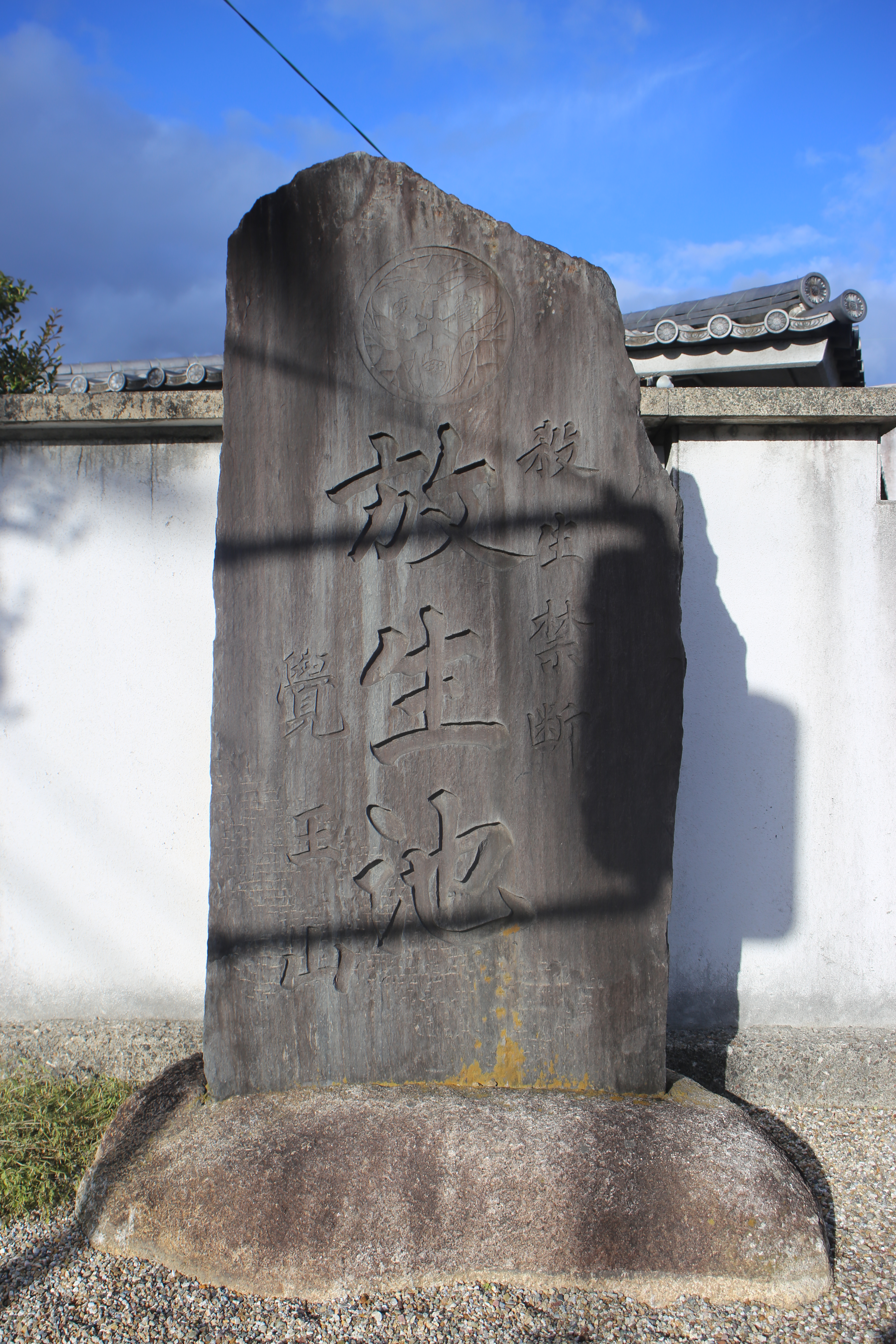
「殺生禁断 放生池」の石碑（城山新町）